# Dygonger
Dygonger (Dugongidae) er en familie af søkøer. Familien indeholder en nulevende slægt med en art (Dygong) og en lang række uddøde arter, hvoraf en, Stellers søko, er uddød i historisk tid.